# Землетрясение на Суматре (2009)
Землетрясение на Суматре 2009 года произошло у южного побережья острова Суматра. Основной толчок произошёл 30 сентября 10:16:10 UTC. Была зарегистрирована магнитуда землетрясения 7,6 баллов. Эпицентр находился в 45 километрах к северо-западу от города Паданг и в 220 километрах к юго-западу от города Пеканбару. Погибло по меньшей мере 1100 человек и тысячи оказались под завалами.